# چهل اسلحه
چهل اسلحه (انگلیسی: Forty Guns) یک فیلم وسترن گوتیک به کارگردانی ساموئل فولر محصول سال ۱۹۵۷ است که به صورت سیاه‌وسفید در قطع سینمااسکوپ ساخته شده است.

## بازیگران
- باربارا استانویک
- بری سالیوان
- ژن بری
- دین جاگر
- جان اریکسن
- ایو برنت
- چاک رابرتسون
- هنک وردن